# Wilczomlecz kandelabrowy
Wilczomlecz kandelabrowy (Euphorbia candelabrum) – gatunek sukulenta należący do rodziny wilczomleczowatych. Występuje w stanie dzikim w Afryce.

## Charakterystyka

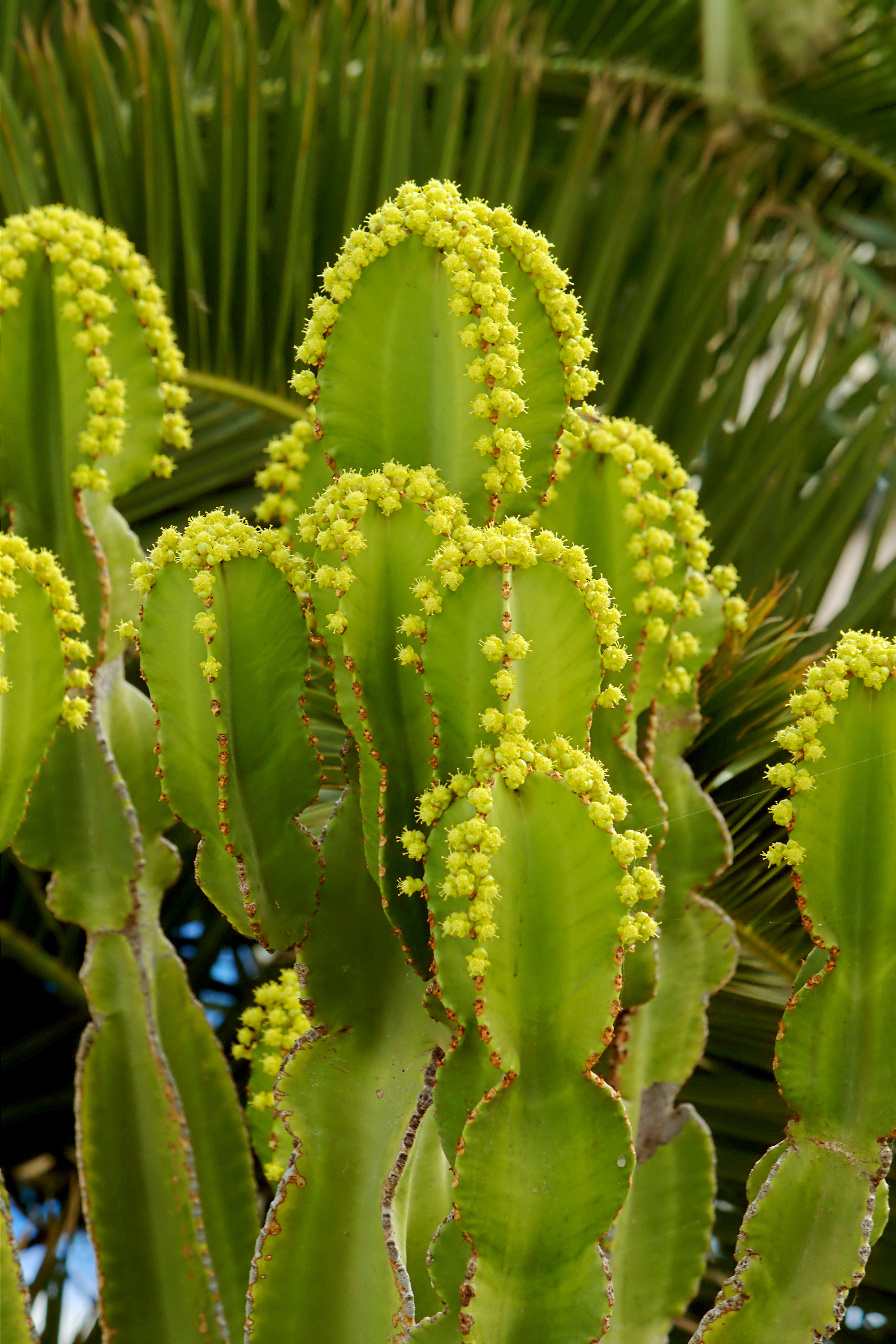
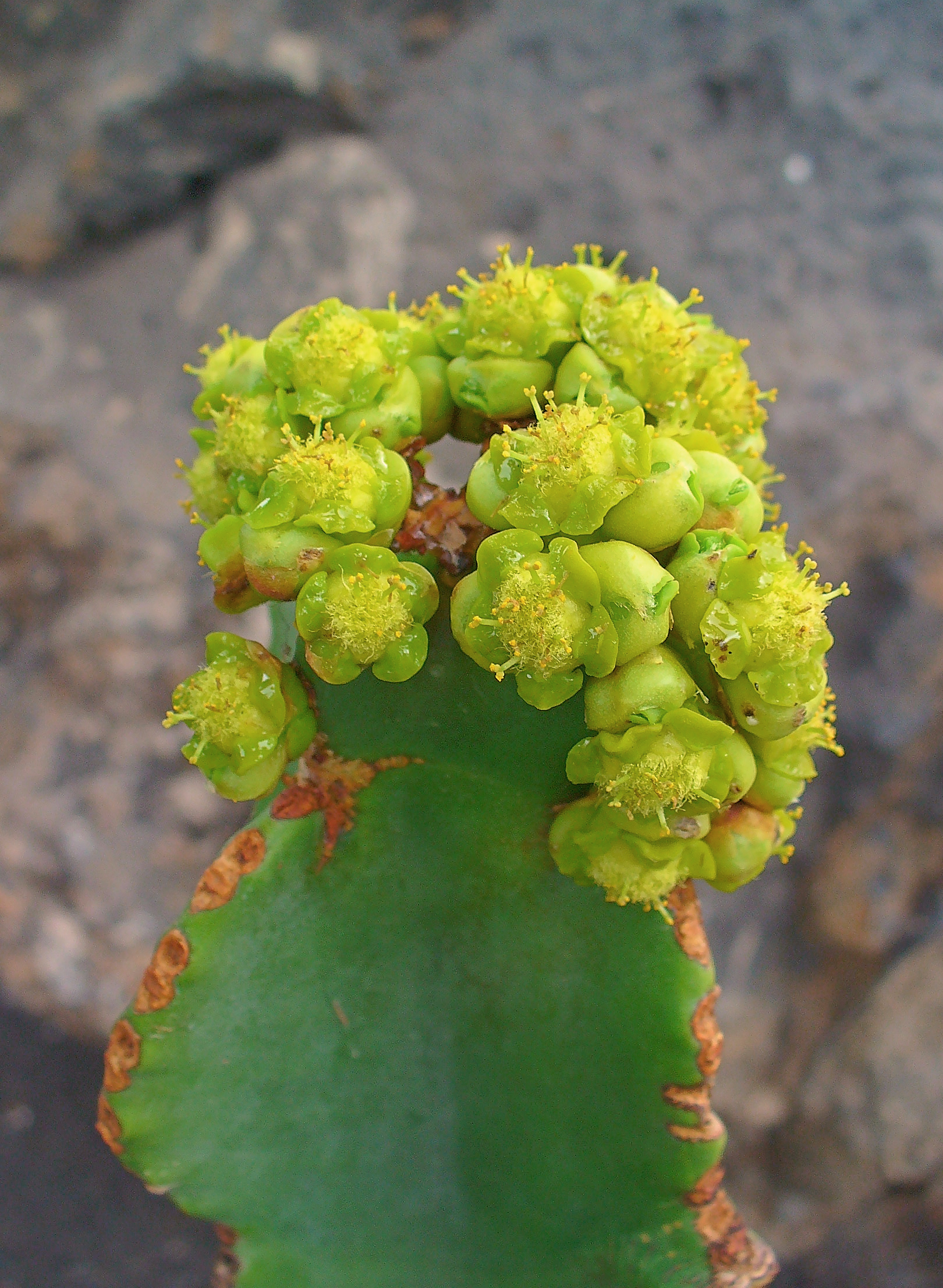
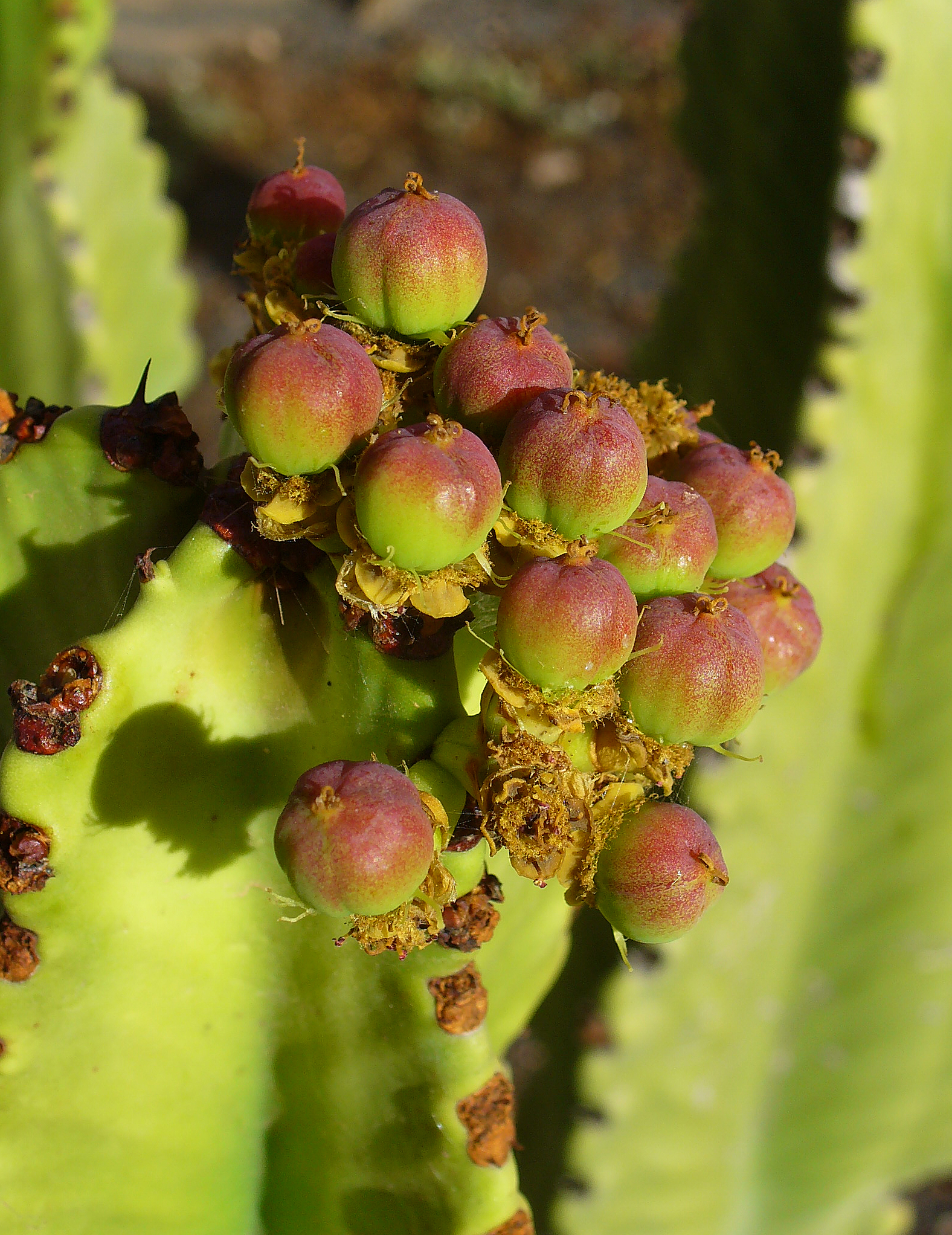

PokrójŁodygowy sukulent, kaktusopodobny, ciernisty, rozgałęziający się kandelabrowo.
ŁodygaDo 3 m wysokości, purpurowo nabiegła, rurkowata.
LiściePojawiające się okresowo.
KwiatyKwiatostan podparty żółtawymi podsadkami.
Roślina trującaZawiera trujący sok mleczny.

## Zastosowanie
- Roślina ozdobna: w Polsce uprawiana tylko w szklarniach i jako roślina pokojowa.